# Kurt Mälarstedt
Nils Kurt Mälarstedt, född 19 juni 1939 i Eskilstuna, är en svensk journalist och författare.
Mälarstedt, som har en fil. kand. i litteraturvetenskap, började 1963 som journalist på Dagens Nyheter. Han har där arbetat som utrikeskorrespondent i Washington, USA och London, England samt som utlandschef, nyhetschef, featurechef och reporter. Efter pensioneringen från Dagens Nyheter 2007 har Mälarstedt medverkat i flera tidningar som frilansskribent, däribland Dagens Nyheter, Tidningen Senioren och Fokus.
År 2006 utkom boken Ett liv på egna villkor, i vilken Mälarstedt, genom sitt intresse för Hjalmar Söderberg, fördjupar sig i Maria von Platens liv.
År 2008 tilldelades han Publicistklubbens pris Guldpennan och samma år Jolopriset med motiveringen, att han är "en av dessa sällsynta journalister som kan vara intensivt närvarande i sina texter utan att någonsin ställa sig i vägen för sitt ämne".
År 2011 utkom Regi, foto, klippning: Jan Troell, den första biografin om filmregissören Jan Troell.
Kurt Mälarstedt har varit vice ordförande i Söderbergsällskapet och svarar numera för sällskapets hemsida; www.soderbergsallskapet.se.

## Priser och utmärkelser
- 2008 - Jolopriset
- 2008 - Guldpennan
- 2013 - Svenska Akademiens extra pris